# Shinkansen Seria 800

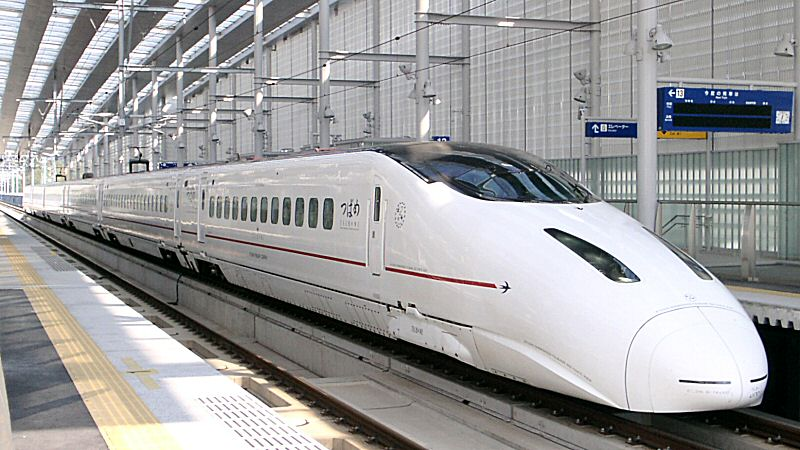
Shinkansen Seria 800

Shinkansen Seria 800 sunt garnituri de tren care rulează pe rețeaua de mare viteză japoneză Shinkansen. Trenul atinge viteze de 260 km/h.